# 部屋においでよ
『部屋においでよ』（うちにおいでよ）は原秀則による漫画。「週刊ヤングサンデー」にて1990年から1994年まで連載された。全81話。単行本は小学館ヤングサンデーコミックスから全7巻、のち小学館文庫から全4巻で刊行された。
本作を原作としたTBS製作の同名テレビドラマが1995年にTBS系列で放送された。2002年には台湾でもテレビドラマ化された。

## あらすじ
とあるパブで楽しい一夜を過ごした水沢文は、目を覚ますと自分のベッドの横に昨夜知り合った塩村ミキオという男が寝ていた。二人はその後文の部屋で共同生活を始め、次第に仲良くなっていく。しかし互いの夢が二人の関係を狂わせていくことに……。

## 登場人物
塩村ミキオ（しおむら みきお）
本作の主人公。W大学在学中で写真部に所属している。パブで知り合った文と共同生活をしていくうち、恋仲になっていく。夢はカメラマンになって自分の写真集を出すこと。だがカメラに夢中になっていくうちに、文との関係が気まずくなっていく。
水沢文（みずさわ あや）
本作のヒロイン。普段はピアノ教室の講師をしている。自分でも作曲をしており、ピアニストになることが夢。ある日大手レコード会社のプロデューサーに声をかけられ、CDデビューをすることになる。だが自分が成功の一途をたどっていくにつれて、ミキオとのすれ違いが生じてしまうはめに……。
今泉一也（いまいずみ かずや）
文の昔の恋人。昔は文とピアノを楽しんでいたが、ピアニストの夢を諦めてサラリーマンに。結果、文と離れていくことになる。CDデビューした文との再会後、再びピアニストの道へ。
中原健（なかはら けん）
K大学の写真部に所属しているカメラマン。ミキオをライバル視している。
遠藤美由紀（えんどう みゆき）
プロのカメラマン遠藤信の娘。中原の知り合い。ミキオの才能に惹かれ、次第にミキオ自身をも意識していく。
マスター
パブ「ちゃらんぽらん」を経営している店長。たまにミキオを店員扱いしてコキ使うことがある（台湾版ではミキオがバイトをしている設定になっている）。

## テレビドラマ
TBS系列で1995年1月13日〜3月24日に放送された。
山口達也が、連続ドラマの準主役を初めて演じた作品で、原作を忠実に再現した登場人物・ドラマ展開が評価された。日本国内よりも海外のアジア圏で話題になり、のちに台湾でリメイクされた。主題歌は当時人気絶頂の小沢健二が担当し「強い気持ち・強い愛/それはちょっと」は、オリコン週間チャートで初登場4位を記録した。

### キャスト
- 水沢文：清水美砂
- 塩村ミキオ：山口達也（TOKIO）
- 中原健：反町隆史
- 水無月リカ：古川りか
- 木村マスター：高橋克実
- 立川：加藤善博
- 関豊和：夏夕介
- 美津子：土屋久美子
- 結城：遠藤憲一
- 遠藤信：峰岸徹
- 編集長：鶴田忍
- リスキーのママ：高畑淳子
- 遠藤美由紀：飯島直子
- 今泉一也：筧利夫

### 主題歌
- 「それはちょっと」小沢健二

### スタッフ
- 原作：原秀則
- 脚本：神山由美子
- 音楽：中村幸代
- プロデュース：大岡進、中川善晴
- 演出：吉田秋生、大木一史、戸髙正啓

### サブタイトル
1. なかった事にしよ
2. 浮かれすぎじゃないの
3. しばらく会わない方が
4. 本当にお別れですか
5. 相手が気になりますか
6. 離れていて平気ですか
7. 大切な人はだれですか
8. あの頃にもどれますか
9. ふたまたを許せますか
10. ニンシンですか
11. 忘れ物はありませんか

## テレビドラマ（台湾版）
2002年に台湾・CTVにて『來我家吧！〜Come to My place〜』の題名で放送された。日本では『部屋においでよ〜Come to My Place〜』の邦題で2004年にBS日テレにて放送。

### キャスト
| 日本版役名   | 台湾版役名 | 俳優名                              |
| ------------ | ---------- | ----------------------------------- |
| 水沢文       | 小文       | 許茹芸 （ヴァレン･スー）            |
| 塩村ミキオ   | 林千勇     | 范植偉 （ファン・ジーウェイ ）      |
| 今泉一也     | 蔡一也     | 言承旭 （ジェリー･イェン、F4）      |
| 中原健       | 張中原     | 周渝民 （ヴィック･チョウ、F4）      |
| マスター     | JJ         | 呉建豪 （ヴァネス･ウー、F4）        |
| 関豊和       | 關天健     | 朱孝天 （ケン･チュウ、F4）          |
| 遠藤美由紀   | 雪兒       | 天心 （ティエンシン）               |
| 遠藤信       |            | 傅雷 （フー・レイ）                 |
| 大熊         |            | 那維勳 （ナー・ウェイシュン）       |
| 荒木         | 荒木       | 歐定興 （オウ・ディンシン）         |
| 水無月リカ   | 董莉佳     | 夏雨喬（現、夏于喬） （キミ・シャ） |
| 編集長       |            | 高明澤 （カオ・ミンズー）           |
| 立川         |            | 劉亮佐 （リュウ・リャンズオ）       |
| 柴山         |            | 單承矩 （ダン・チェンジュー）       |
| 仁志         |            | 龐庸之 （パン・ユン・ツ）           |
| 美津子       | 小美       | 楊謹華 （シェリル・ヤン）           |
| バーのママ   |            | 鍾欣凌 （ツォン・シンリン）         |
| 高森アンナ   | 高安娜     | 蔡依林 （ジョリン・ツァイ）         |
| マネージャー |            | 大炳 （トニー・フィッシュ）         |
| 范会長       |            | 陶傅政 （タオ・フーチェン）         |
| 田岡         | 田岡       | 周群達 （Duncan、ダンカン・チョウ） |
| 通行人       |            | 屈中恆 （チュイ・チョンヘン）       |
| 政治家       |            | 施明徳 （シー・ミンダー）           |
| ダンサー     |            | 林秀偉 （リン・シウウェイ）         |
| ゲーマー     |            | 曾政承 （ツォン・チェンチェン）     |
| バンド       |            | 糯米團 （スティッキー・ライス）     |

### スタッフ
- 原作：小学館ヤングサンデーコミックス／原秀則『部屋においでよ』
- プロデューサー：柴智屏（アンジー・チャイ）、鈕承澤（ニウ・チェンズー）、馮家瑞
- 企画：彭澤惠（ポン・ズーフイ）
- 脚本：曾莉婷（ツォン・リーティン）
- 監督：鈕承澤（ニウ・チェンズー）
- 助監督：謝小芬（シェー・シャオフェン）
- 音楽：呉嘉莉（ウー・ジャーリー）
- 車両：孟宗（メン・ズォン）
- 制作：王傳仁（ワン・チュアンレン）、曾順賢（ツェン・チュンシャン）
- 制作助手：黎恩（リー・エン）、蕭培燐（シャオ・ペイリン）、陳文桂（チェン・ウェングイ）
- 編集：ウー・バオユイ

### 主題歌
オープニングテーマ
- 『A Gentle Goodnight/温柔的晩安』

歌 - 周渝民（ヴィック・チョウ）
エンディングテーマ
- 『Love Loves You/愛在愛你』

歌 - 周渝民（ヴィック・チョウ）

### ソフトウェア

#### DVD
販売元はエスピーオー
- 「部屋においでよ〜Come to My Place〜 DVD-BOX」（2006年4月28日）